# Église de Liminka
L’église de Liminka (finnois : Limingan kirkko) est une église luthérienne située à Liminka en Finlande,.

## Description
L'église est conçue par Anders Fredrik Granstedt et Anton Wilhelm Arppe.
Carl Ludvig Engel est évoqué comme concepteur du clocher.
Le directeur des travaux est Heikki Kuorikoski qui prendra des libertés avec les plans d'origine. 
l'église est inaugurée en 1826.
Le retable représentant la transfiguration du Christ est peint en 1849 par Oskar Nylander.
le retable de l'église précédente et un diptyque représentant Le jugement dernier et la crucifixion peint en 1741 par  Petter Bergström.
L'ancien clocher est construit en 1733 par Grels Norling.